# آندره سالمون
آندره سالمون (به فرانسوی: André Salmon) نویسنده، شاعر، رمان‌نویس، روزنامه‌نگار و منتقد هنری قرن نوزدهم میلادی اهل فرانسه بود.